# Weidekervel-torkruid
Weidekervel-torkruid (Oenanthe silaifolia, synoniem: Oenanthe peucedanifolia) is een overblijvend kruid, dat behoort tot de schermbloemenfamilie (Apiaceae). De soort staat op de Nederlandse Rode lijst van planten als zeer zeldzaam en zeer sterk in aantal afgenomen. De plant komt van nature voor in Zuid- en Zuidwest-Europa, Noord-Afrika en Zuidwest-Azië.
De plant wordt 30-60 cm hoog. Aan de plant zitten raapvormige wortelknolletjs, die geleidelijk naar de stengelvoet versmallen. De stengel is gegroefd en hol. De onderste bladeren zijn twee- tot viervoudig geveerd met lijnvormig-langwerpige bladslippen, die snel verdorren. De stengelbladeren zijn één- tot tweevoudig geveerd.
De plant bloeit  van mei tot in juli met witte of soms roze, 3 mm grote bloemen, die in een eindstandig scherm met vier tot acht (soms tot tien) stralen zitten. Er is geen of één omwindselblad. De omwindseltjes zijn korter dan de bloemsteel. De vijf kroonbladen zijn zeer ongelijk en de randbloemen zijn stralend, doordat de aan de buitenzijde staande kroonbladen groter zijn dan de aan de binnenzijde staande kroonbladen.
De 2,5-4 mm grote vrucht is een tweedelige splitvrucht met éénzadige deelvruchtjes. De uitstaande stijlen zijn vrijwel even lang als de vrucht. De vruchtsteel is aan de top ingesnoerd, en in de vruchttijd verdikt tot 0,4-0,6 mm. 
Weidekervel-torkruid komt voor in uiterwaarden en aan rivieroevers.

## Plantengemeenschap
Weidekervel-torkruid is een indicatorsoort voor het mesofiel hooiland (hu) subtype 'Grote vossenstaartverbond', een karteringseenheid in de Biologische Waarderingskaart (BWK) van Vlaanderen en het Brussels Hoofdstedelijk Gewest.

## Namen in andere talen
- Duits: Silgblättriger Wasserfenchel
- Engels: Narrow-leaved Water Dropwort
- Frans: Oenanthe à feuilles de Silaüs